# Маљијано де Марси
Маљијано де Марси (итал. Magliano de' Marsi) је насеље у Италији у округу Л'Аквила, региону Абруцо.
Према процени из 2011. у насељу је живело 3.144 становника. Насеље се налази на надморској висини од 726 м.

## Становништво
Према резултатима пописа становништва 2011. у општини је живело 3.753 становника.
| 1931. | 1936. | 1951. | 1961. | 1971. | 1981. | 1991. | 2001. | 2011. |
| ----- | ----- | ----- | ----- | ----- | ----- | ----- | ----- | ----- |
| 3.848 | 3.842 | 4.058 | 3.812 | 3.081 | 3.188 | 3.497 | 3.540 | 3.753 |

## Партнерски градови
- Вила Сант'Анђело